# Oenopota cinerea
Oenopota cinerea är en snäckart som först beskrevs av Moller 1842.  Oenopota cinerea ingår i släktet Oenopota och familjen kägelsnäckor. Inga underarter finns listade i Catalogue of Life.